# معركة درينا
معركة درينا (بالإنجليزية: Battle of Drina)‏ حدثت بالقرب من نهر درينا في مملكة صربيا، خلال الحرب العالمية الأولى بين الإمبراطورية النمساوية المجرية ومملكة صربيا.

## وصلات خارجية
- بوابة البوسنة والهرسك باللغة العربية